# Takamori
Takamori (jap. 高森町 Takamori-machi) – miasto w Japonii, na wyspie Kiusiu, w prefekturze Kumamoto. Według danych na rok 2020 miejscowość zamieszkiwało 5 789 mieszkańców , a gęstość zaludnienia wyniosła 33,1 os./km².